# Ласуриаши
Ласуриаши (груз. ლასურიაში) — село в Грузии, на территории Цагерского муниципалитета края (мхаре) Рача-Лечхуми и Нижняя Сванетия.

## География
Село находится в северной части Грузии, на левом берегу реки Цхенисцкали, на расстоянии приблизительно 1,5 километра (по прямой) к югу от города Цагери, административного центра муниципалитета. Абсолютная высота — 562 метра над уровнем моря.

## Население
По результатам официальной переписи населения 2014 года, в Ласуриаши проживало 235 человек (119 мужчин и 116 женщин). В национальной структуре населения грузины составляли 100 %.
| Год  | Население, человек |
| ---- | ------------------ |
| 2002 | 423                |
| 2014 | ↘ 235              |